# Chilei antarktiszi terület
A Chilei antarktiszi terület vagy Chilei Antarktisz (spanyolul: Territorio Chileno Antártico, Antártica Chilena) az Antarktiszon lévő terület, amelyre Chile igényt tart. A chilei Antarktiszi Terület a nyugati 53°-tól a nyugati 90°-ig, valamint a Déli-sarktól a déli 60°-ig terjed , részben átfedve az argentin és a brit antarktiszi követeléseket. A dél-amerikai szárazföldön található Cabo de Hornos önkormányzata igazgatja.
A Chile által igényelt terület magában foglalja a Dél-Shetland-szigeteket, az Antarktiszi-félszigetet, az úgynevezett O'Higgins-földet (spanyolul „Tierra de O'Higgins”) Chilében, valamint a szomszédos szigeteket, az Alexander-szigetet, a Charcot-szigetet és a sziget egy részét. Területe 1 250 257,6 km2. Határait az 1940. november 6-án kiadott, 1955. június 21-én közzétett 1747. évi rendelet határozza meg.
Chile Antarktiszra vonatkozó területi követelései főként történelmi, jogi és földrajzi megfontolásokon alapulnak. A chilei Antarktiszi Terület feletti chilei szuverenitásának gyakorlása minden olyan vonatkozásban érvényesül, amelyet az 1959-es Antarktiszi Szerződés aláírása nem korlátoz. Ez a szerződés megállapította, hogy az antarktiszi tevékenységeket kizárólag az aláíró felek és a csatlakozó országok békés céljaira kell fordítani. országokat, ezáltal befagyasztja a területi vitákat, és megakadályozza új követelések építését vagy a meglévők kiterjesztését.
A chilei antarktiszi terület földrajzilag az UTC-4 , UTC-5 és UTC-6 területeknek felel meg, de a magallanesi és a chilei antarktiszi időzónát használja, egész évben nyári időszámítást (UTC-3).
Chilének jelenleg 13 aktív antarktiszi bázisa van: 4 állandó, 5 szezonális és 4 menedékhely.

### Történelem

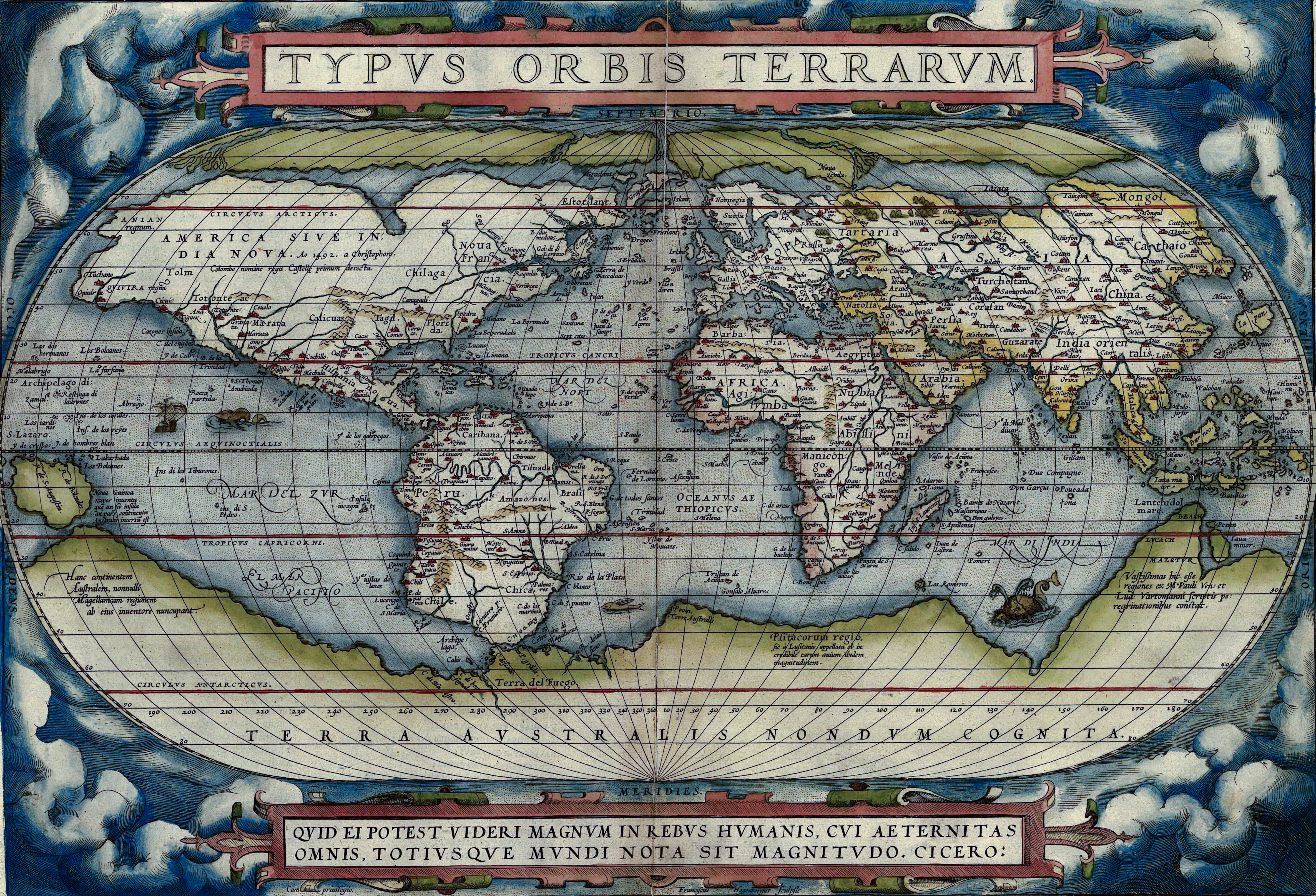
Abraham Ortelius világtérképe (1570), ahol megjelenik a Terra Australis Incognita

A térképészek és európai felfedezők sok éven át spekuláltak a Terra Australis Incognita létezéséről, egy hatalmas területről, amely a Magellán-szoros és a Tűzföld déli részén található, és elérte a Déli-sarkot .
A (csak) Spanyolország és Portugália által 1494. június 7-én aláírt Tordesillas -i Szerződés nyugati és keleti globális befolyási területeit egy olyan vonalnak megfelelően határozta meg, amely a pólustól a pólusig húzódik, és amelyet soha nem határoztak meg (a 46° 37-nél). 'Ny a spanyol klasszikus értelmezésben, és nyugatabbra a portugál értelmezés szerint), így a Chile által ma igényelt, akkor még ismeretlen antarktiszi területek spanyol befolyás alá kerültek. Az 1506-os Ea quae pro bono pacis pápai bulla által támogatott szerződést nem ismerték el az európai nem katolikus államok, de még néhány katolikus állam sem, például Franciaország . Nagy - Britanniának , Hollandiának , Oroszországnakés más országokban az antarktiszi területeket res nulliusnak tekintették , senki földjének, amely egyetlen nemzet megszállásának volt kitéve. [3]
1534-ben V. Károly császár három kormányzóságra osztotta fel a dél-amerikai területet:
- Új Kasztília vagy Peru - Francisco Pizarro ,
- New Toledo vagy Chile Diego de Almagro és
- Új León vagy Magellán-földek Simón de Alcazaba y Sotomayor  [ es ] számára, amelyet ezt követően kiterjesztettek a Magellán-szorosra. [3]

1539-ben Új-Leóntól délre új kormányzóság alakult Terra Australis néven , Pedro Sánchez de la Hoz néven . [3] 1554-ben a hódító Pedro de Valdivia , aki Chile kormányzóságát vezette , megbeszélést folytatott az Indiai Tanáccsal, hogy adják át Új-León és a Terra Australis jogait Jeronimo de Alderetének , aki Valdivia halála után a következő évben Chile kormányzója lett, és annektálta a chilei gyarmati területet.
Számos történelmi dokumentum bizonyítja ezt, köztük egy 1554-es királyi rendelet:
Később, 1558-ban a brüsszeli királyi rendelet arra késztette a chilei gyarmati kormányt, hogy a mi nevünkben vegye át a spanyol korona határvonalába eső területeket és tartományokat a szoroson túli területekre utalva , mert akkoriban az úgy gondolta, hogy a Tierra del Fuego a Terra Australis szerves része . [3]

### Bázisok, állomások, menedékházak és települések

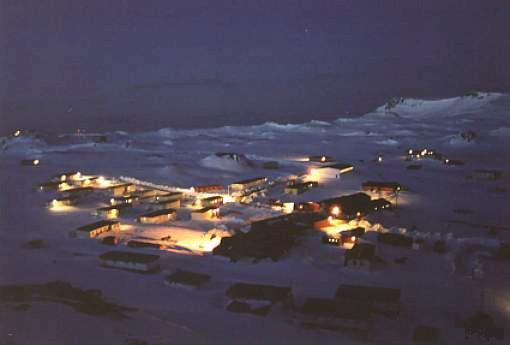
Éjszakai kilátás Villa Las Estrellasra, az egyetlen polgári településre

Az Antarktiszi-félsziget földrajzi adottságai miatt a legjobb feltételekkel rendelkezik az emberi élet fejlődéséhez. Ezért a Chilei Antarktiszi Terület rendelkezik a legtöbb nemzetközi bázissal.
Négy állandó chilei bázis működik egész évben, míg öt csak nyáron (december-március) (szezonálisan) marad nyitva négy menedékhellyel .
A legnagyobb népesedési központ a King George-szigeten található, és a Base Presidente Eduardo Frei Montalva (1980) alkotja , amelynek van egy leszállópályája, a Meteorológiai Központ President Frei (1969) és a Villa Las Estrellas . Ez a Chiléhez tartozó enklávé a George Király-szigeten tudományos bázissal rendelkező többi ország számára fontosabb logisztikai támogatás magja.
Ugyanezen a szigeten nyitotta meg a Külügyminisztérium alá tartozó Chilei Antarktiszi Intézetet (INACH) , Julio Escudero professzor bázisát , Chile tudományos központját az Antarktiszon.